# Selce (Crikvenica)
Selce je vesnice a oblíbené rekreační místo v Chorvatsku, na pobřeží Kvarnerského zálivu.
Je to nejjižnější část známého města Crikvenica, pod které administrativně patří. Od Rijeky je Selce vzdálená cca 40 km. Sousedními obcemi jsou Kraljevica a Novi Vinodolski.